# Gribojedow (zespół muzyczny)
Gribojedow – zespół muzyczny z Torunia, założony w 1999, grający muzykę alternatywną z elementami jazzu, folku, muzyki elektronicznej. 
W 2005 zespół stworzył muzykę do filmu Lekarz Drzew w reżyserii Janusza Zaorskiego, również muzykę w etiudzie Landryneczka w reżyserii Barbary Białowąs, nagrodzonej za najlepszą reżyserię na festiwalu OFFskary 2006.
Zespół występował między innymi w Holandii oraz na festiwalu Jazz Od Nowa Festival 2004.

## Skład
- Bartek „Vasyl” Wasylkowski (1974–2019[1]) – wokal, gitara, instrumenty klawiszowe, loopy, sample,
- Marlena „Mania” Szubert – wokal
- Wojtek Zadrużyński – bębny,
- Jacek „Małas” Nowakowski – flety, klarnet, loopy i sample,
- Paweł „Sjuta” Kotwicki – gitara
- Marek Wandzioch – gitara basowa,
- Jakub Bryndal – sample, bity

Wcześniej z zespołem związani byli: Michał Bryndal, Jacek Gil, Bartek Staszkiewicz, Adam Staszewski, Hubert Połoniewicz, Jacek Kościuszko, Edyta Błażejewicz, Bartosz Bartczak.

## Dyskografia
- Płyta koncertowa z występu w Piwnicy pod Aniołem z 27 grudnia 1999 r.
- Płyta koncertowa z występu w Piwnicy pod Aniołem z 20 marca 2002 r.
- Na plaży (2003)
- Wystawki z obrazy (2004)
- Bruno (2014)
- WON TO NOW (2017)
- Nowotworzenie (2018)